# David Rasche
David Rasche (spreekt men uit als RAH-shee) (Belleville (Illinois), 7 augustus 1944) is een Amerikaans acteur.

## Biografie
Rasche werd geboren in Belleville (Illinois), en heeft gestudeerd aan de Elmhurst College in Elmhurst (Illinois) en aan de Universiteit van Chicago in Chicago. Rasche is in 1980 getrouwd met Heather Lupton en zij hebben drie kinderen.

## Filmografie

### Films
Selectie:
- 2013 The Big Wedding – als Barry O'Conner
- 2013 Kill Your Darlings – als Dean
- 2012 Men in Black III – als Agent X
- 2012 Revenge for Jolly! – als Eichelberger
- 2008 Burn After Reading – als CIA medewerker
- 2006 Flags of Our Fathers – als senator
- 2006 United 93 – als Donald Freeman Greene
- 2006 The Sentinel – als president Ballentine
- 2003 Just Married – als mr. McNerney
- 2002 Divine Secrets of the Ya-Ya Sisterhood – als Taylor Abbott
- 1996 Pie in the Sky – als vader van Amy
- 1989 Wicked Stepmother – als Steve Fisher
- 1986 Cobra – als Dan
- 1984 Best Defense – als Jeff de KBG agent
- 1981 Honky Tonk Freeway – als Eddie White
- 1980 Just Tell Me What You Want – als stopwatch producent
- 1979 Manhattan – als televisieacteur
- 1978 An Unmarried Woman – als ??

### Televisieseries
Uitgezonderd eenmalige gastrollen.
- 2018 – 2023 Succession – als Karl Muller – 31 afl.
- 2018 Malibu Dan the Family Man – als Roger Marshall – 2 afl.
- 2013 – 2017 Veep – als Jim Marwood – 8 afl.
- 2015 – 2016 Impastor – als Alden Schmidt – 20 afl.
- 2014 Black Box – als Hunter Black – 2 afl.
- 2011 Bored to Death – als Bernard – 6 afl.
- 2010 Rubicon – als James Wheeler – 7 afl.
- 2009 – 2010 Ugly Betty – als Calvin Hartley – 10 afl.
- 2009 Sherri – als Bart – 3 afl.
- 2008 All My Children – als Robert Gardener – 38 afl.
- 2000 – 2001 DAG – als president Whitman – 5 afl.
- 2000 Suddenly Susan – als Evan – 4 afl.
- 1995 – 1996 High Society – als Peter Thomas – 10 afl.
- 1992 – 1994 Nurses – als Jack Trenton – 46 afl.
- 1992 L.A. Law – als David McCoy – 2 afl.
- 1986 – 1988 Sledge Hammer! – als Sledge Hammer – 41 afl.
- 1978 – 1981 Ryan's Hope – als Wes Leonard – 34 afl.